# Giải vô địch bóng đá trẻ châu Á 1965
Giải vô địch bóng đá trẻ châu Á 1965 diễn ra tại Tokyo, Nhật Bản. Israel đánh bại Miến Điện để giành chức vô địch.

## Các đội tham dự
| - Miến Điện - Hồng Kông - Ấn Độ - Israel - Nhật Bản | - Malaysia - Philippines - Hàn Quốc - Việt Nam Cộng hòa - Thái Lan |

## Vòng bảng

### Bảng A
| Đội               | ST | T | H | B | BT | BB | HS  | Đ |
| ----------------- | -- | - | - | - | -- | -- | --- | - |
| Israel            | 4  | 4 | 0 | 0 | 18 | 4  | +14 | 8 |
| Hồng Kông         | 4  | 3 | 0 | 1 | 7  | 4  | +3  | 6 |
| Nhật Bản          | 4  | 2 | 0 | 2 | 8  | 4  | +4  | 4 |
| Việt Nam Cộng hòa | 4  | 1 | 0 | 3 | 9  | 8  | +1  | 2 |
| Philippines       | 4  | 0 | 0 | 4 | 2  | 24 | -22 | 0 |

| Nhật Bản | 5 – 0 | Philippines |
| -------- | ----- | ----------- |
|          |       |             |

| Israel | 5 – 1 | Việt Nam Cộng hòa |
| ------ | ----- | ----------------- |
|        |       |                   |

| Hồng Kông | 1 – 0 | Nhật Bản |
| --------- | ----- | -------- |
|           |       |          |

| Israel | 8 – 1 | Philippines |
| ------ | ----- | ----------- |
|        |       |             |

| Việt Nam Cộng hòa | 7 – 0 | Philippines |
| ----------------- | ----- | ----------- |
|                   |       |             |

| Israel | 3 – 1 | Hồng Kông |
| ------ | ----- | --------- |
|        |       |           |

| Nhật Bản | 1 – 2 | Israel |
| -------- | ----- | ------ |
|          |       |        |

| Hồng Kông | 1 – 0 | Việt Nam Cộng hòa |
| --------- | ----- | ----------------- |
|           |       |                   |

| Hồng Kông | 4 – 1 | Philippines |
| --------- | ----- | ----------- |
|           |       |             |

| Nhật Bản | 2 – 1 | Việt Nam Cộng hòa |
| -------- | ----- | ----------------- |
|          |       |                   |

### Bảng B
| Đội       | ST | T | H | B | BT | BB | HS  | Đ |
| --------- | -- | - | - | - | -- | -- | --- | - |
| Miến Điện | 4  | 4 | 0 | 0 | 11 | 1  | +14 | 8 |
| Malaysia  | 4  | 2 | 0 | 2 | 2  | 6  | -4  | 4 |
| Thái Lan  | 4  | 1 | 1 | 2 | 1  | 3  | -2  | 3 |
| Ấn Độ     | 4  | 1 | 1 | 2 | 3  | 6  | -3  | 3 |
| Hàn Quốc  | 4  | 1 | 0 | 3 | 4  | 5  | -1  | 2 |

| Thái Lan | 1 – 0 | Hàn Quốc |
| -------- | ----- | -------- |
|          |       |          |

| Miến Điện | 2 – 1 | Ấn Độ |
| --------- | ----- | ----- |
|           |       |       |

| Thái Lan | 0 – 0 | Ấn Độ |
| -------- | ----- | ----- |
|          |       |       |

| Miến Điện | 5 – 0 | Malaysia |
| --------- | ----- | -------- |
|           |       |          |

| Miến Điện | 2 – 0 | Hàn Quốc |
| --------- | ----- | -------- |
|           |       |          |

| Ấn Độ | 1 – 0 | Malaysia |
| ----- | ----- | -------- |
|       |       |          |

| Hàn Quốc | 4 – 1 | Ấn Độ |
| -------- | ----- | ----- |
|          |       |       |

| Malaysia | 1 – 0 | Thái Lan |
| -------- | ----- | -------- |
|          |       |          |

| Malaysia | 1 –0 | Hàn Quốc |
| -------- | ---- | -------- |
|          |      |          |

| Miến Điện | 2 – 0 | Thái Lan |
| --------- | ----- | -------- |
|           |       |          |

## Vòng loại trực tiếp
|  | Bán kết           | Bán kết   |                   |   | Chung kết | Chung kết |
|  |                   |           |                   |   |           |           |
|  | 3 tháng 5 - Tokyo |           |                   |   |           |           |
|  |                   |           |                   |   |           |           |
|  | Israel            | 9         |                   |   |           |           |
|  | Israel            | 9         | 5 tháng 5 - Tokyo |   |           |           |
|  | Malaysia          | 0         |                   |   |           |           |
|  | Malaysia          | 0         | Israel            | 5 |           |           |
|  | 3 tháng 5 - Tokyo |           | Israel            | 5 |           |           |
|  |                   | Miến Điện | 0                 |   |           |           |
|  | Miến Điện         | Miến Điện | 0                 | 2 |           |           |
|  | Miến Điện         |           |                   | 2 |           |           |
|  | Hồng Kông         | 0         |                   |   |           |           |
|  | Hồng Kông         | 0         | Tranh hạng ba     |   |           |           |
|  |                   |           |                   |   |           |           |
|  | 5 tháng 5 - Tokyo |           |                   |   |           |           |
|  |                   |           |                   |   |           |           |
|  | Hồng Kông         | 1         |                   |   |           |           |
|  | Hồng Kông         | 1         |                   |   |           |           |
|  | Malaysia          | 4         |                   |   |           |           |

### Bán kết
| Israel | 9 – 0 | Malaysia |
| ------ | ----- | -------- |
|        |       |          |

| Miến Điện | 2 – 0 | Hồng Kông |
| --------- | ----- | --------- |
|           |       |           |

### Tranh hạng ba
| Hồng Kông | 1 – 4 | Malaysia |
| --------- | ----- | -------- |
|           |       |          |

### Chung kết
| Israel | 5 – 0 | Miến Điện |
| ------ | ----- | --------- |
|        |       |           |

## Vô địch
| Vô địch Giải bóng đá trẻ châu Á 1965 |
| ------------------------------------ |
| · Israel · Lần thứ hai               |